# Nicky Farrugia
Nicky Farrugia (* 1960) ist ein maltesischer Triathlet und Freiwasserschwimmer.

## Karriere

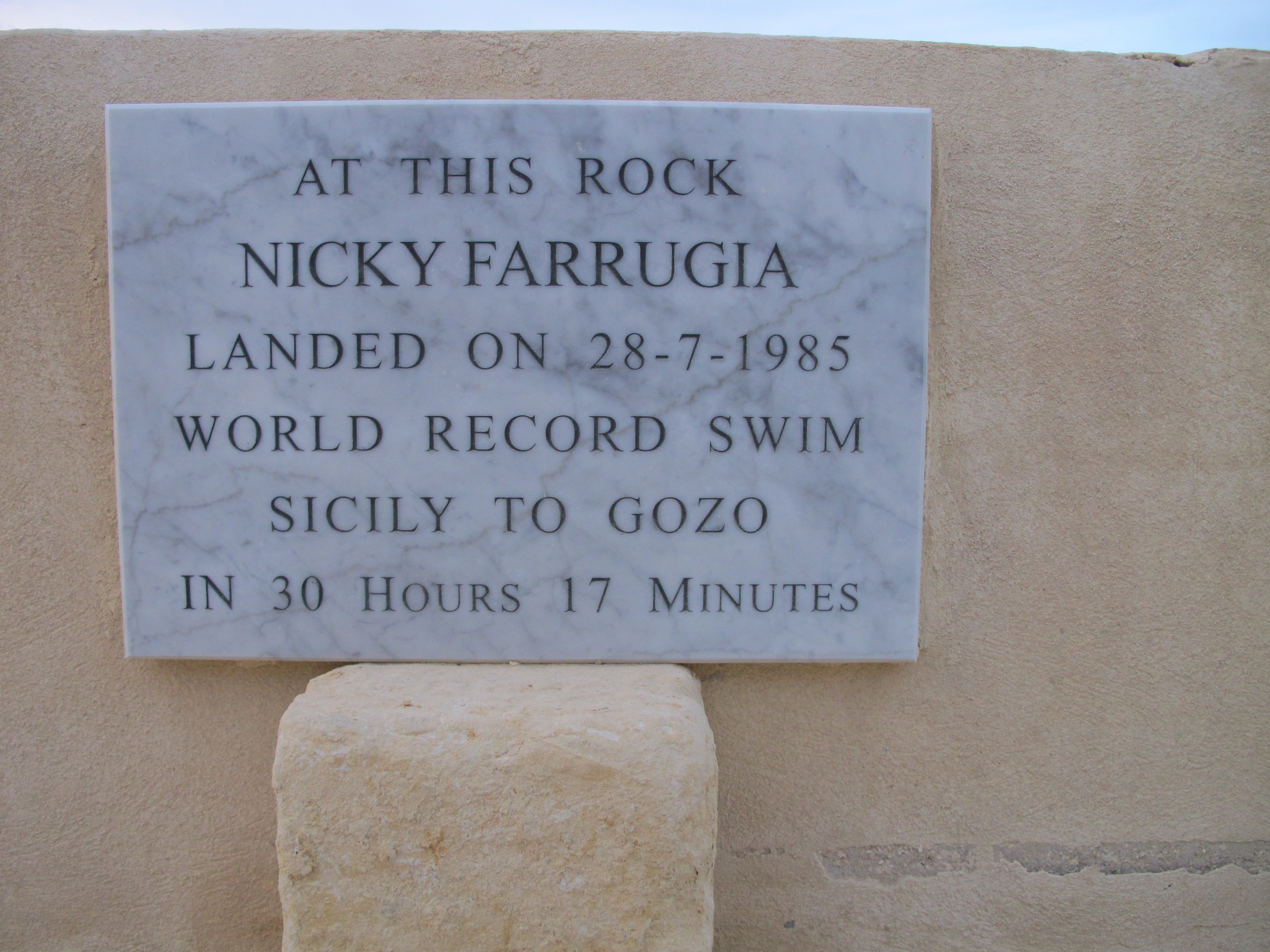
Gedenktafel auf Gozo

Farrugia machte zum ersten Mal 1985 international auf sich aufmerksam, als es ihm als erstem Menschen gelang von Sizilien nach Malta zu schwimmen. Er legte die 87 km von Ragusa nach Gozo im 30 Stunden und 17 Minuten zurück. Dabei war er von einem Metallkäfig umgeben, der ihn vor Haien schützen sollte. Bereits über 50 Jahre zuvor war sein Landsmann Turu Rizzo an diesem Vorhaben gescheitert.
Farrugia unternahm in seiner Karriere mehrere Versuche, den Ärmelkanal zu durchschwimmen, von denen bislang einer erfolgreich war. 1989 benötigte er für die Strecke von Frankreich nach Großbritannien 12 Stunden und 40 Minuten.
Er startete mehrmals für Malta bei internationalen Triathlonwettkämpfen, wie etwa den Europäischen Meisterschaften im Langstreckentriathlon oder bei den Triathlonmeisterschaften der kleinen Staaten Europas. In den Jahren 1990, 1992 und 1995 wurde Farrugia Maltesischer Meister im Triathlon, 1993 im Duathlon. Zudem wurde er 1991 und 1995 zu Maltas Triathlet des Jahres gewählt.
2012 wurde er in die Hall of Fame des Malta Olympic Committee aufgenommen.